# Danh sách tập của Siêu trí tuệ Trung Quốc (mùa 3)
Dưới đây là danh sách các tập của chương trình Siêu trí tuệ (Trung Quốc) mùa 3 phát sóng năm 2016. Tất cả các giờ phát sóng trong bài này tính theo Giờ ở Trung Quốc (UTC +8)

## Vòng 1
| Chú giải | Thí sinh chiến thắng và trở thành Đội trưởng |

| STT | Tên thí sinh    | Tên thí sinh  | Tên thử thách           | Mô tả | Diễn biến và kết quả                                                                                                   |
| --- | --------------- | ------------- | ----------------------- | --- | --- |
| 1   | Hoàng Kim Đông  | Lâm Kiến Đông | Thiếu Nữ Đích Y Trù     | 192 Trang sức được trưng bày ngẫu nhiên. Hai tuyển thủ sẽ quan sát mỗi món trang sức ở những vị trí nhất định trong thời gian quy định. Sau đó, 24 thành viên nhóm nhạc SNH48 biểu diễn, mỗi một thành viên sẽ đeo tám loại trang sức ở những vị trí khác nhau. Giám khảo lựa chọn 3 thành viên ngẫu nhiên. Trong thời gian quy định, tuyển thủ phải trả lời đúng vị trí của những món trang sức ấy. Người có độ chính xác cao hơn sẽ thắng. Nếu độ chính xác như nhau thì ai dùng ít thời gian hơn sẽ chiến thắng                                                       | Lâm Kiến Đông thắng 2-1 (Vì nếu kiểm tra đáp án 3 dù Hoàng Kim Đông đúng thì Lâm Kiến Đông thắng nhờ ít thời gian hơn) |
| 2   | Trịnh Tài Thiên | Lý Uy         | Tuyết Hoa Chi Mê        | 50 tivi hiện lên những bông hoa tuyết đen trắng chỉ khác nhau những điểm rất nhỏ. Hai tuyển thủ quan sát tất cả nhưng bông tuyết và vị trí ti vi tương ứng. Thời gian quan sát mỗi tivi là 10 giây. Mỗi tuyển thủ có 3 cơ hội xem lại, khách mời tùy ý chọn 1 tivi để 2 tuyển thủ tìm ra vị trí chính xác của tivi đó. Thi đấu 3 vòng, người có độ chính xác cao hơn sẽ thắng. Nếu độ chính xác như nhau thì ai dùng ít thời gian hơn sẽ chiến thắng | Lý Uy thắng 3-2 |
| 3   | Vương Dực Hoành | Lưu Kiện      | Nhất Diệp Nhất Bồ Đề    | 666 chiếc lá của cùng một cây Bồ đề (Moraceae). Lọc hết thịt lá đi, chỉ giữ lại gân lá làm thành bức tường lá cây. Trong 100 chiếc lá giống nhau, giám khảo ngẫu nhiên chọn ra 3 lá. Hai tuyển thủ quan sát một phần của chiếc lá trong trong thời gian quy định. Sau đó, giám khảo với 3 chiếc lá đã xử lý tùy ý đặt chúng vào bức tường lá thay thế 3 chiếc lá khác. Trong thời gian 45 phút, trên bức tường lá tìm ra 3 chiếc lá này và viết ra tọa độ. người có độ chính xác cao hơn sẽ thắng. Nếu độ chính xác như nhau thì ai dùng ít thời gian hơn sẽ chiến thắng | Vương Dực Hoành thắng 1-0                                                                                              |
| 4   | Giả Lập Bình    | Tôn Hồng Diệp | Ma Phương Họa Trung Họa | 1044 Lập phương Rubik tổng cộng 9396 khối màu tạo thành bức tranh Hoa diên vĩ của họa sĩ người Hà Lan Vincent van Gogh. Hai tuyển thủ đồng thời quan sát bức tranh. Giám khảo tùy ý chọn 3 rubik trên bức tranh. Hai tuyển thủ sau khi biết chính xác tọa độ của chúng, tiến hành nhắm mắt xoay rubik đến hình dạng đó. Người có độ chính xác cao hơn sẽ thắng. Nếu độ chính xác như nhau thì ai dùng ít thời gian hơn sẽ chiến thắng | Cả hai đều đúng 1 đáp án nhưng Giả Lập Bình thắng nhờ dùng ít thời gian hơn                                            |

## Vòng 2
| Chú giải | Thí sinh đạt từ 80 điểm trở lên và được tiến cấp | Thí sinh không hoàn thành thử thách | Thí sinh hoàn thành thử thách nhưng không được tiến cấp | Thí sinh đạt dưới 80 điểm trở xuống và phải chia tay với chương trình | Thí sinh đạt dưới 80 điểm trở xuống nhưng được 3 giám khảo cứu vào vòng trong | Thí sinh khiêu chiến thất bại | Thí sinh khiêu chiến thành công |

### Tập 2
| STT | Tên thí sinh      | Thử thách           | Mô tả | Điểm dự đoán từ giám khảo | Điểm số từ giám khảo khoa học | Điểm chung cuộc |
| --- | ----------------- | ------------------- | --- | ------------------------- | ----------------------------- | --------------- |
| 1   | Trần Trí Cường    | Tinh Tế Mê Hàng     | Khách mời trong hàng vạn vì sao, chọn ra 3 vì sao. Người khiêu chiến trong thời gian quy định tìm ra chính xác 3 tinh cầu bị mất. Đúng 2/3 tinh cầu, khiêu chiến thành công | 14                        | 9                             | 126             |
| 2   | Triệu Văn Ba      | Cương Quản Tùng Lâm | Trò chơi Dò mìn được thiết kế trên diện tích dài 10 m x rộng 5 m. Có 50 cây cột thép cao 4 m. Trong đó ẩn chứa số lượng chưa biết các ống thép không an toàn và an toàn. Người chơi dựa vào những con số chuyên gia đã cho trong thời hạn 5 phút suy đoán ra những cây cột an toàn. Sau đó trên cột trụ, bịt mắt không chạm đất, thành công đu qua từng cột trụ an toàn mà không trùng lặp trong thời gian 5 phút, khiêu chiến thành công | 10                        |                               |                 |
| 3   | Trương Thạc Thanh | Trát Nhuộm Mật Ngữ  | 60 tấm vải nhuộm khác nhau và 60 bản thành phẩm tương ứng. Khách mời trong bản thành phẩm tùy ý chọn 3 bản thành phẩm. Người khiêu chiến tiến hành quan sát tìm ra 3 tấm vải nhuộm tương ứng với 3 bản thành phẩm. Đúng 3/3 lần khiêu chiến thành công | 13                        | 6                             | 78              |

### Tập 3
| STT | Tên thí sinh  | Thử thách                           | Mô tả | Điểm dự đoán từ giám khảo | Điểm số từ giám khảo khoa học | Điểm chung cuộc |
| --- | ------------- | ----------------------------------- | --- | ------------------------- | ----------------------------- | --------------- |
| 1   | Trần Trạch Kỳ | Hải Để Tổng Động Viên (Đi tìm Nemo) | 100 con cá cảnh trong 100 bình riêng biệt. Người khiêu chiến quan sát trong thời gian 2 giờ, khách mời tùy ý chọn ba con thả vào bể cá lớn đang có sẵn 100 con cá cảnh cùng loại. Người khiêu chiến trong thời gian quy định tìm ra những con cá cảnh thả vào. Tìm ra 3/3 con cá, khiêu chiến thành công | 13                        |                               |                 |
| 2   | Phan Tử Kỳ    | Manh Trấn Lập Thể Số Độc            | 10 mặt, 9 ô vuông tạo thành sudoku lập thể bất quy tắc. Khách mời tùy ý chọn ba con số và 3 màu sắc bất kỳ. Người khiêu chiến sau khi quan sát sẽ điền hoàn chỉnh sudoku trên mà không được nhìn vào. Mỗi hàng, mỗi cột, mỗi mặt của 9 ô vuông cần đủ chín con số và 9 màu sắc khác nhau. Điền chính xác toàn bộ khiêu chiến thành công | 15                        | 9                             | 135             |
| 3   | Tô Thanh Ba   | Quang Điểm Mỹ Nhân                  | Nhóm nhạc T-ara, 6 cô gái đồng loạt thể hiện 5 vũ đạo thuộc 5 bài hát khác nhau tổng cộng gần 1000 động tác với 95% giống nhau. Các chuyên gia với công nghệ chụp chuyển động thu thập và hình thành sự tương ứng hình ảnh thành 30 điểm sáng chuyển động. Thí sinh sau khi quan sát phần biểu diễn của T-ara, hình ảnh điểm sáng của khách mời bị xáo trộn. Khách mời chọn ngẫu nhiên 1 thành viên, người chơi phải xác định đúng 5 động tác vũ đạo của thành viên đó tương ứng với từng điểm sáng. Đúng toàn bộ 5/5 điểm sáng khiêu chiến thành công | 12                        | 6                             | 72              |

### Tập 4
| STT | Tên thí sinh  | Tên thí sinh | Thử thách                   | Mô tả | Điểm dự đoán từ giám khảo | Điểm số từ giám khảo khoa học | Điểm chung cuộc |
| --- | ------------- | ------------ | --------------------------- | --- | --- | --- | --- |
| 1   | Ngô Tùng Hạo  | Ngô Tùng Hạo | Đĩnh Trụ Tam Bách Miểu      | Khách mời tùy ý lựa chọn 1 bức ảnh lộn xộn, Người khiêu chiến quan sát trong thời gian giới hạn, ranh giới trò chơi là 10 hàng gạch bên dưới bị che chắn đi. Trong quá trình khiêu chiến, bảy loại gạch hình dạng khác nhau, ngẫu nhiên rơi xuống. Người khiêu chiến thông qua xếp gạch giữ các khối gạch an toàn, không vượt quá độ cao 10 hàng trong vòng 300 giây, khiêu chiến thành công | 15 | 9 | 135 |
| 2   | Vương Ưng Hào | Giả Lập Bình | Ma Phương Thưởng Phân Chiến | Hai tuyển thủ tiến hành khôi phục các khối rubik đã bị xáo trộn như nhau. Tổng cộng có 3 vòng thi, mỗi vòng 5 phút. Vòng 1 tỉ thí tốc độ, vòng 2 tỉ thí nhắm mắt xoay. Hai vòng đầu dựa vào số lượng rubik khôi phục phân định thắng thua. Riêng vòng 3 tỉ thí xoay tốc độ và nhắm mắt xoay, xoay tốc độ khôi phục thành công + 1 điểm, nhắm mắt xoay khôi phục thành công + 6 điểm. Ai cao điểm hơn chiến thắng vòng này. Nếu 1 vòng thi đấu có kết quả hòa, thời gian thi đấu kéo dài thêm 3 phút. Người thắng 2 vòng là người chiến thắng sau cùng | Vòng 1: Vương Ưng Hào thắng 24-19 Vòng 2: Giả Lập Bình thắng 4-1 Vòng 3: Vương Ưng Hào thắng 24-18 Theo đúng quy định thì người thua phải bị loại, nhưng ban giám khảo quyết định cứu thí sinh thua | Vòng 1: Vương Ưng Hào thắng 24-19 Vòng 2: Giả Lập Bình thắng 4-1 Vòng 3: Vương Ưng Hào thắng 24-18 Theo đúng quy định thì người thua phải bị loại, nhưng ban giám khảo quyết định cứu thí sinh thua | Vòng 1: Vương Ưng Hào thắng 24-19 Vòng 2: Giả Lập Bình thắng 4-1 Vòng 3: Vương Ưng Hào thắng 24-18 Theo đúng quy định thì người thua phải bị loại, nhưng ban giám khảo quyết định cứu thí sinh thua |

### Tập 5
| STT | Tên thí sinh    | Tên thí sinh    | Thử thách                     | Mô tả | Điểm dự đoán từ giám khảo                                                            | Điểm số từ giám khảo khoa học                                                        | Điểm chung cuộc                                                                      |
| --- | --------------- | --------------- | ----------------------------- | --- | ------------------------------------------------------------------------------------ | ------------------------------------------------------------------------------------ | ------------------------------------------------------------------------------------ |
| 1   | La Nhân         | Trần Chí Cường  | Tân Xuân Song Hoa             | 231 bông hoa giấy đã được mở ra và 231 bông hoa giấy còn gấp tương ứng với chúng. Hai tuyển thủ quan sát 231 bông hoa giấy đã mở ra trong 30 phút, suy đoán ra hình thái của chúng khi chưa mở ra. Khách mời trong các bông hoa chưa mở ra, chọn 3 bông hoa tùy ý, cắt đi thêm 1 mảnh làm phát sinh một chút biến hóa. Hai tuyển thủ thông qua suy luận trong 231 bông hoa chưa mở ra đã sắp xếp lẫn lộn. Tìm ra 3 bông hoa khách mời chọn. Ưu tiên độ chính xác, nếu chính xác như nhau người dùng ít thời gian hơn sẽ thắng | Cả hai đều chính xác 3 đáp án. Tuy nhiên, Trần Chí Cường thắng nhờ dùng ít thời gian | Cả hai đều chính xác 3 đáp án. Tuy nhiên, Trần Chí Cường thắng nhờ dùng ít thời gian | Cả hai đều chính xác 3 đáp án. Tuy nhiên, Trần Chí Cường thắng nhờ dùng ít thời gian |
| 2   | Hoàng Thăng Hoa | Hoàng Thăng Hoa | Tiệm bánh bao của Gấu trúc Po | Thợ làm bánh trên sân khấu nặn ra 100 cái bánh bao thô, khách mời chọn ra hai cái. Người khiêu chiến sau khi quan sát xong, thợ làm bánh tiến hành hấp 100 cái bánh bao. Sau khi hấp xong người khiêu chiến trong 100 cái bánh bao chín tìm ra chính xác một cái bánh bao khách mời đã chọn ban đầu. Khiêu chiến thành công. | 15                                                                                   | 9                                                                                    | 135                                                                                  |
| 3   | Từ Xán Lâm      | Từ Xán Lâm      | Đại Thanh Y                   | Người khiêu chiến cần nhìn 30 vị thanh y nữ tử và xem chiếc khăn tay khi biểu diễn của họ. Giám khảo chọn 1 chiếc khăn tay.Sau đó dựa vào chiếc khăn tay để nhớ lại tướng mạo của vị thanh y nữ tử cầm nó và tìm được người đó qua góc nghiêng sau màn hình nước chảy. Tìm được vị nữ tử sẽ tính khiêu chiến thành công | 12                                                                                   | 8                                                                                    | 96                                                                                   |

### Tập 6
| STT | Tên thí sinh    | Thử thách         | Mô tả | Điểm dự đoán từ giám khảo | Điểm số từ giám khảo khoa học | Điểm chung cuộc |
| --- | --------------- | ----------------- | --- | ------------------------- | ----------------------------- | --------------- |
| 1   | Lý Tuấn Thành   | Tâm Tâm Tương Ấn  | 99 đôi tình nhân và phu thê. Tổ chuyên mục ngẫu nhiên xáo trộn 99 cặp lần lượt thu thập dấu vân tay. Người khiêu chiến dùng 2 tiếng để kết hợp đặc trưng diện mạo và dấu vân tay của 198 người. Sau khi thu thập xong dựa theo dấu vân tay của phu thê và đôi tình nhân chồng lại với nhau tạo thành dấu vân tay hình trái tim. Trên sân khấu khách mời tùy chọn 3 vân tay hình trái tim, che đi phần không chồng vào nhau, người khiêu chiến dựa vào phần chồng lên nhau thành công tìm ra 2 đôi tình nhân hoặc phu thê thì sẽ khiêu chiến thành công. | 15                        | 8                             | 120             |
| 2   | Thôi Lệ Lệ      | 51 bình tro       | 51 bình chứa dung dịch đặc biệt xếp theo 1 hang. Theo thứ tự nhỏ vào trong 51 bình đựng này một lượng mực với dung lượng nhiều hơn bình trước nó 0.01ml tạo thành 51 bình tro. Trên sân khấu giám khảo khách mời tùy ý rút ra 2 bình, giảm đi 2 bình. Người khiêu chiến thông qua quan sát tìm ra chính xác vị trí ban đầu của 2 bình này. Chính xác toàn bộ khiêu chiến thành công. | 13                        | 8                             | 104             |
| 3   | Thẩm Thương Hàn | Não Diện Nghi Vân | 5 bộ phim chiếu mỗi cảnh trong vòng 10 phút. 50 khán giả chia thành 10 người 1 tổ chia ra xem các đoạn phim khác nhau đeo thiết bị đọc điện não, thu thập 50 điện não đồ khác nhau. Tuyển thủ quan sát trong thời gian 2 tiếng. Trên sân khấu giữ nguyên khán giả trong 5 rạp chiếu, giám khảo tùy ý chọn ra 3 điện não đồ, người khiêu chiến viết ra tên bộ phim ứng với điện não đồ đó, khán giả đi ra từ rạp phim đó, tính là đáp án chính xác. Đáp đúng toàn bộ 3 đề, khiêu chiến thành công.                                                       | 10                        | 5                             | 50              |

### Tập 7
| STT | Tên thí sinh   | Tên thí sinh   | Tên thí sinh   | Tên thí sinh     | Thử thách             | Mô tả | Điểm dự đoán từ giám khảo | Điểm số từ giám khảo khoa học | Điểm chung cuộc |
| --- | -------------- | -------------- | -------------- | ---------------- | --------------------- | --- | --- | --- | --- |
| 1   | Viên Mộng      | Viên Mộng      | Viên Mộng      | Viên Mộng        | Thấy âm thanh của bạn | 168 khán giả chia thành 56 tổ. Mỗi tổ 3 người đóng vai là các thành viên trong nhóm nhạc TF Boys và cùng hát lại ca khúc hấp dẫn nhất của nhóm nhạc TF Boys "Đại mộng tưởng gia". 3 người ghi âm tạo thành 3 âm điệu độc lập, 3 âm điệu hợp thành ca khúc hoàn chỉnh. Giọng hát của 168 khán giả tạo thành 168 âm điệu. Trên sân khấu, người khiêu chiến quan sát âm điệu của 3 thành viên nhóm nhạc TF Boys. Sau khi quan sát xong, âm điệu của 3 thành viên của TF Boys sẽ được giấu trong âm điệu của các khán giả. Cuối cùng, với 168 âm điệu đã xáo trộn, người khiêu chiến tìm ra chính xác âm điệu của 3 thành viên TF Boys thì khiêu chiến thành công.                                                                      | 12 | 7 | 84 |
| 2   | Thân Nhất Phàm | Thân Nhất Phàm | Thân Nhất Phàm | Thân Nhất Phàm   | Thủ Ảnh Mê Tung       | 20 diễn viên biểu diễn fingertut (Điệu nhảy với các ngón tay). Người khiêu chiến quan sát động tác và phối hợp với mã số. Khách mời chọn ra 3 mã số, sau đó các diễn viên ngẫu nhiên thay đổi vị trí. Người khiêu chiến thông qua bóng của bàn tay tìm chính xác 2 trong 3 mã số thì khiêu chiến thành công. | 14 | 8 | 112 |
| 3   | Trương Ân Minh | Kim Phụng Anh  | Từ Lưu Dương   | Trần Nhiễm Nhiễm | Thi tính nhẩm         | 4 thí sinh thi đấu vòng 1: Tính nhẩm siêu tốc 20 con số. Tuyển thủ có thể tự nguyện xuất chiến, phân biệt lựa chọn hệ số độ khó gồm: - Loại phép tính: Cộng (1 điểm) và cộng trừ (2 điểm) - Số chữ số: Từ 3 đến 6 chữ số (Từ 1 đến 4 điểm) - Thời gian xuất hiện đề bài: Từ 4 đến 10 giây (Từ 7 điểm giảm dần xuống còn 1 điểm) Sau đó, tuyển thủ tiến hành đáp đề. Đáp đề chính xác, được điểm tương ứng, đáp sai không được điểm. 2 lần cơ hội lấy thành tích tốt nhất. Người cao điểm nhất trực tiếp tiến cấp. 3 thí sinh còn lại vào vòng 2: Tính nhân chia nhiều chữ số Mỗi đề tương ứng với một số điểm. Tuyển thủ giành quyền trả lời, đáp đúng được điểm, đáp sai bị trừ điểm. Cuối cùng quyết định người tiến cấp thứ hai. | Ở vòng 1, Trần Nhiễm Nhiễm không thi đấu. Từ Lưu Dương giành quyền tiến cấp đầu tiên. Ở vòng 2, Trần Nhiễm Nhiễm giành quyền tiến cấp thứ hai | Ở vòng 1, Trần Nhiễm Nhiễm không thi đấu. Từ Lưu Dương giành quyền tiến cấp đầu tiên. Ở vòng 2, Trần Nhiễm Nhiễm giành quyền tiến cấp thứ hai | Ở vòng 1, Trần Nhiễm Nhiễm không thi đấu. Từ Lưu Dương giành quyền tiến cấp đầu tiên. Ở vòng 2, Trần Nhiễm Nhiễm giành quyền tiến cấp thứ hai |

### Tập 8
| STT | Tên thí sinh   | Tên thí sinh | Tên thí sinh    | Thử thách              | Mô tả | Điểm dự đoán từ giám khảo | Điểm số từ giám khảo khoa học | Điểm chung cuộc |
| --- | -------------- | ------------ | --------------- | ---------------------- | --- | --- | --- | --- |
| 1   | Hứa Lộc        | Hứa Lộc      | Hứa Lộc         | Tuyệt Đối Âm Tốc       | 30 chiếc xe Đông Phong 508 lần lượt kéo còi. Tuyển thủ kết hợp từng tiếng còi với mã số xe. Khach mời tùy ý lựa chọn 3 chiếc xe trong đó, đồng thời xuất phát từ một điểm, chạy tốc độ từ 60 đến 100 km/h. Khi đến tốc độ đã định đồng thời kéo còi. Người khiêu chiến nghe âm thanh, phân biệt và viết ra mã số của 3 chiếc xe và tốc độ tương ứng, sai số không quá 2 km/h. Chính xác ít nhất 2 xe, khiêu chiến thành công. | 13 | 8 | 104 |
| 2   | Tô Thanh Ba    | Tô Thanh Ba  | Tô Thanh Ba     | Bôn Bào Đích Lực Lương | Tuyển thủ trước tiên tìm hiểu và ghi nhớ 110 lộ tuyến đan xen lẫn nhau. 50 người chạy việt dã là các thành viên nhóm nhạc SNH48 và các thành viên trong hội marathon Bắc Kinh. Từ cùng điểm xuất phát chia ra, đường chạy của mỗi người sẽ được theo dõi trực tiếp và ghi lại trong 15 phút. Người khiêu chiến quan sát toàn bộ lộ tuyến và các đặc điểm khuôn mặt của họ. Khách mời tùy ý chọn ra 1 người, người khiêu chiến vẽ ra chính xác lộ tuyến đã chạy và mã số của người đó. Hai lần cơ hội, một lần chính xác, khiêu chiến thành công. | Do đây là thí sinh được cứu từ vòng trước (tập 3), nên không cho điểm. Thí sinh hoàn thành thử thách thì xem như tiến cấp thành công. Kết quả thí sinh hoàn thành thử thách, giáo sư Ngụy Khôn Lâm nhận xét độ khó của thử thách này là 10 điểm và là tiết mục duy nhất của mùa này xứng đáng 10 điểm | Do đây là thí sinh được cứu từ vòng trước (tập 3), nên không cho điểm. Thí sinh hoàn thành thử thách thì xem như tiến cấp thành công. Kết quả thí sinh hoàn thành thử thách, giáo sư Ngụy Khôn Lâm nhận xét độ khó của thử thách này là 10 điểm và là tiết mục duy nhất của mùa này xứng đáng 10 điểm | Do đây là thí sinh được cứu từ vòng trước (tập 3), nên không cho điểm. Thí sinh hoàn thành thử thách thì xem như tiến cấp thành công. Kết quả thí sinh hoàn thành thử thách, giáo sư Ngụy Khôn Lâm nhận xét độ khó của thử thách này là 10 điểm và là tiết mục duy nhất của mùa này xứng đáng 10 điểm |
| 3   | Lưu Hội Phượng | Từ Xán Lâm   | Hoàng Thăng Hoa | Sáo Oa Đại Loạn Sáo    | Trên sân khấu có 350 con Búp bê Matryoska chia làm 50 bộ, mỗi bộ bảy con. Sau khi ngẫu nhiên xáo trộn, các tuyển thủ quan sát trong 40 phút, sau đó xếp lồng lại thành một con. Khách mời tùy ý chọn một con búp bê, tuyển thủ cần tìm ra vị trí của sáu con búp bê khác cùng bộ với nó. Ưu tiên độ chính xác, nếu độ chính xác bằng nhau, người dùng ít thời gian hơn sẽ chiến thắng. | Kết quả: - Hoàng Thăng Hoa: 6 - Lưu Hội Phượng: 5 - Từ Xán Lâm: 3 | Kết quả: - Hoàng Thăng Hoa: 6 - Lưu Hội Phượng: 5 - Từ Xán Lâm: 3 | Kết quả: - Hoàng Thăng Hoa: 6 - Lưu Hội Phượng: 5 - Từ Xán Lâm: 3 |

## Vòng 3
| Chú giải | Thắng | Hòa |

### Tập 9
Tập này được phát sóng lúc 21:10 vào ngày 4 tháng 3 năm 2016.
| Trận đấu | Trung Quốc         | Đức                         | Thử thách               | Mô tả | Diễn biến và kết quả |
| -------- | ------------------ | --------------------------- | ----------------------- | --- | --- |
| 1        | Hứa Lộc            | Manuel Lipstein             | Trù Phòng Loạn Đả Tú    | Giám khảo chọn 5 trong 30 đồ vật bất kỳ. Hai thí sinh lắng nghe một bản nhạc và âm thanh của 30 vật dụng ở trong nhà bếp. Thí sinh phải tìm 5 vật dụng tạo nên bản nhạc. Ưu tiên chính xác, độ chính xác bằng nhau thì giám khảo quốc tế quyết định. | Cả hai đều đáp đúng 3 đáp án. Đến đáp án thứ tư, Hứa Lộc đáp đúng, Manuel đáp sai                                                                                              |
| 2        | Hoàng Thăng Hoa    | Simon Reinhard (Đội trưởng) | Phác Khắc Đại Đối Chiến | Hai thí sinh ghi nhớ bộ bài tây trong thời gian cố định, tối đa là 60 giây. Hai thí sinh thách đấu thời gian ghi nhớ, thời gian càng ngắn càng tốt. 52 lá bài sẽ được xáo trộn. Hai thí sinh ghi nhớ trong thời gian đã thách đấu và khôi phục lại bộ bài tây trong 8 phút. Có 2 vòng thi đấu. Người chính xác tuyệt đối sẽ thắng, nếu chính xác như nhau,người dùng ít thời gian hơn sẽ thắng            | Vòng 1: Hoàng Thăng Hoa sai 13 lỗi, Simon sai 7 lỗi Vòng 2: Hoa sai 7 lỗi, Simon đúng tuyệt đối                                                                                |
| 3        | Trần Chí Cường     | Melanie Hollein             | Băng Tuyết Kỳ Duyên     | Sử dụng bột tuyết nhân tạo (Natri polyarcrylate) phản ứng với nước tạo ra 30 bình bông tuyết. Hai thí sinh quan sát từng bình một, phân tích sự thay đổi của bông tuyết trong 30 bình. Sau đó, giám khảo sẽ tráo đổi 5 bình khác vào 30 bình trên. Hai thí sinh phải tìm ra vị trí của 5 bình ban đầu bị tráo đổi. Ưu tiên độ chính xác, nếu độ chính xác bằng nhau, người dùng ít thời gian hơn sẽ thắng | Đáp án 1, Cường đúng, Melanie sai. Đáp án 2, cả hai đúng. Đáp án 3, cả hai sai. Cường chiến thắng 2-1. Sau khi kiểm tra hết tất cả đáp án, Trần Chí Cường thắng chung cuộc 3-2 |
| 4        | Lý Uy (Đội trưởng) | Johanes Mallow              | Pixel Đại Chiến         | 100 bức ảnh được tạo ngẫu nhiên, mỗi bức ảnh có 625 điểm màu, tổng cộng là 62500 điểm màu. Mỗi bức ảnh đi kèm với 3 chữ số ngẫu nhiên. Hai thí sinh ghi nhớ từng ảnh và số hiệu đi kèm. Giám khảo sẽ chọn các bức ảnh ngẫu nhiên, thí sinh nhấn chuông giành quyền trả lời đúng số hiệu của bức ảnh. Trả lời đúng cộng 1 điểm, sai bị trừ 1 điểm. Ai được 7 điểm trước sẽ thắng                           | Lý Uy thắng 7-5 |

Người chiến thắng cuối cùng:  Trung Quốc thắng với tỷ số 3-1.
Người được chọn vào vòng thi Não vương toàn cầu: Trần Chí Cường

### Tập 10
Tập này được phát sóng lúc 21:10 vào ngày 11 tháng 3 năm 2016.
| Trận đấu | Trung Quốc                 | Vương quốc Anh            | Thử thách                                | Mô tả | Diễn biến và kết quả |
| -------- | -------------------------- | ------------------------- | ---------------------------------------- | --- | --- |
| 1        | Lâm Kiến Đông (Đội trưởng) | Robert Fountain           | Thái Sâm Đa Biên Hình (Đa giác Thiessen) | Trên màn hình trống, khách mời chỉ ra điểm ở vị trí bất kỳ. Điểm này là điểm ly tán của một Đa giác Thiessen. Màn hình ngẫu nhiên tạo ra một số điểm ly tán khác để gây nhiễu. Tại màn hình bên cạnh có một Đa giác Thiessen giống với đa giác ở điểm ly tán trước đó. Các điểm ly tán còn lại tạo thành các Đa giác Thiessen hoàn toàn khác nhau. Trong 10 phút, tuyển thủ chỉ quan sát các điểm ly tán, trong não hình dung các hình vẽ, tìm 2 điểm ly tán tạo thành 2 đa giác Thiessen giống nhau, sau đó nhấn chuông giành quyền trả lời. Trả lời đúng cộng 1 điểm, trả lời sai bị trừ 1 điểm. Sau 3 vòng phân định thắng bại.              | Vòng 1: Cả hai không tìm ra đáp án Vòng 2: Robert đáp đúng Vòng 3: Lâm Kiến Đông đáp đúng. Vì độ khó của hạng mục, giám khảo quốc tế quyết định hòa trận đấu này |
| 2        | Tô Thanh Ba                | Ben Pridmore (Đội trưởng) | Sách Đạn Chuyên Gia                      | Có 100 quả trái phá, mỗi quả có 4 màu sắc, màu sắc không trùng lặp, đặt lên bức tường trái phá, mỗi bức tường có 50 trái. Một bên cắt dây đỏ, bên còn lại cắt dây xanh. Thời gian ghi nhớ là 5 phút. Sau đó, 100 quả bom sẽ được giám khảo xáo trộn và đặt lên bàn. Hai tuyển thủ từ hai đầu bàn tiến hành gỡ bom. Gỡ đúng đèn xanh sáng, gỡ sai đèn đỏ sáng và không được bỏ sót. Kết thúc khi hai người gặp mặt nhau. Người gỡ đúng nhiều hơn sẽ thắng. Nếu độ chính xác bằng nhau sẽ do giám khảo quốc tế quyết định | Tô Thanh Ba gỡ đúng 49/54 quả Ben Pridmore gỡ đúng 40/46 quả |
| 3        | Thân Nhất Phàm             | Marlo Knight              | Hoa viên bí mật của đại não              | Hình vẽ màu gồm nhiều sự vật (Mặt nạ, quạt, bài tây, xúc xắc, rubik,...) tổng cộng có 300 khối màu. 50 tiểu họa sĩ đến từ Trung Quốc và nước ngoài tiến hành tô màu bức tranh. 60 cây bút sáp màu khác nhau được phát cho các tiểu họa sĩ cùng nhau biến từ thế giới đen trắng thành thế giới sắc màu lung linh. Hai tuyển thủ quan sát 50 video tô màu, kết hợp thông tin vị trí khối màu, cây bút sáp và họa sĩ cùng nhau. Sau đó, giám khảo chọn ngẫu nhiên 1 tiểu họa sĩ, 2 tuyển thủ tìm cây bút sáp và khối màu tương ứng. 3 thông tin chính xác thì giành chiến thắng. Nếu độ chính xác bằng nhau, người dùng ít thời gian hơn sẽ thắng. | Thân Nhất Phàm đáp sai cây bút sáp màu. Marlo đúng toàn bộ |
| 4        | Thân Nhất Phàm             | Henry Bole                | Gấu trúc đi qua đâu?                     | 100 con gấu trúc ngẫu nhiên bày xếp trên sân khấu. Trong 10 phút, hai tuyển thủ quan sát và ghi nhớ vị trí của chúng. Giám khảo quốc tế tùy ý chọn một con gấu trúc và đổi chỗ với một con khác. Đổi chỗ con gấu trúc đó thêm 3 lần nữa. Tuyển thủ quan sát tọa độ ban đầu của con gấu trúc được chỉ định, tìm ra vị trí hiện tại của con gấu trúc được chỉ định và các vị trí nó từng đi qua. Ưu tiên độ chính xác. Nếu độ chính xác bằng nhau, người dùng ít thời gian hơn sẽ thắng. | Thân Nhất Phàm thắng 4-2 |

Người chiến thắng cuối cùng:  Trung Quốc thắng với tỷ số 3-2.
Người được chọn vào vòng thi Não vương toàn cầu: Thân Nhất Phàm

### Tập 11
Tập này được phát sóng lúc 21:10 vào ngày 18 tháng 3 năm 2016.
| Trận đấu | Trung Quốc                    | Nhật Bản                                      | Thử thách                   | Mô tả | Diễn biến và kết quả |
| -------- | ----------------------------- | --------------------------------------------- | --------------------------- | --- | --- |
| 1        | Ngô Tùng Hạo                  | Kibi Hirozumi                                 | Phương Khối Đại Tác Chiến   | Vòng 1 (1 điểm): So tốc độ Marathon Cả hai tuyển thủ cùng bắt đầu. Mục tiêu là làm tiêu biến 200 hàng xếp gạch. Người dùng ít thời gian hơn sẽ chiến thắng Vòng 2 (2 điểm): Xếp gạch ẩn hình Trong thời gian 2 phút, cả hai tuyển thủ cùng xếp gạch nhưng không thể nhìn thấy hình. Người làm tiêu biến nhiều hàng hơn sẽ chiến thắng Vòng 3: Xếp gạch đối kháng Bên nào làm tiêu biến nhanh hơn sẽ chuyển phần tiêu biến qua màn hình đối phương. Bên này thấp, bên kia cao lên đến khi đối phương thất bại. Người nào kiên trì lâu hơn sẽ chiến thắng | Kibi thắng 6-0 |
| 2        | Vương Dục Hoành (Đội trưởng)  | Aoki Ken                                      | Thần Thần Dục Động          | Hai thí sinh quan sát 31 khách mời từ cả hai nhóm nhạc SNH48 (Trung Quốc) và NMB48 (Nhật Bản) tô son và ghi nhớ vết son môi của từng người. Sau đó, các vết son môi sẽ đặt ở các vị trí ngẫu nhiên trong 732 vết son môi gây nhiễu. Giám khảo sẽ chọn ra 4 người. Hai thí sinh tìm ra vết son môi của từng người trong 40 phút. Ưu tiên độ chính xác. Nếu độ chính xác bằng nhau thì người dùng ít thời gian hơn sẽ chiến thắng | Vương Dực Hoành thắng 4-3 |
| 3        | Từ Lưu Dương Trần Nhiễm Nhiễm | Rinne Tsujikubo (Đội trưởng) Tsuchiya Hiroaki | Tâm Toán Đại Chiến (2 điểm) | Vòng 1: Tính nhẩm siêu tốc 4 tuyển thủ lần lượt làm chủ, nghênh tiếp thách đấu với 2 tuyển thủ đối phương. Hai bên dùng câu hỏi mà chủ chọn tiến hành thi đấu. Người làm chủ trả lời chính xác và bên đối phương trả lời sai thì mới thắng. Tình huống còn lại bên đối phương thắng. Bên thắng được số sao của câu hỏi đó. Sau 4 lượt làm chủ, bên nào có số sao cao hơn sẽ giành 1 điểm Vòng 2: Trận chiến bánh xe giành quyền trả lời phép nhân chia nhiều chữ số Hai bên tự quyết định thứ tự xuất chiến, một đối một giành trả lời. Trả lời đúng cộng số sao, trả lời sai trừ số sao tương ứng. Người thắng mỗi lượt là lôi chủ, tiếp nhận thi đấu với tuyển thủ khác của đối phương cho đến khi hai tuyển thủ của một bên bị loại. Người thắng cuối cùng mang lại 1 điểm cho đội. Sau 2 vòng, đội cao điểm hơn giành chiến thắng. Nếu hòa sẽ do giám khảo quốc tế quyết định. | Vòng 1: Trung Quốc thắng 18-13 sao Vòng 2: Lượt 1: Rinne vs Từ Lưu Dương. Rinne thắng Dương 15-6 sao. Rinne là lôi chủ Lượt 2: Rinne vs Trần Nhiễm Nhiễm. Trần Nhiễm Nhiễm thắng 2 đề (19 sao), trở thành tân lôi chủ. Lượt 3: Trần Nhiễm Nhiễm vs Tsuchiya Hiroaki. Tsuchiya thắng 26-13 sao. Nhật Bản thắng vòng này. Do đó 2 đội hòa nhau, tiến vào vòng thi phụ |
| 3        | Từ Lưu Dương Trần Nhiễm Nhiễm | Rinne Tsujikubo (Đội trưởng) Tsuchiya Hiroaki | Tâm Toán Đại Chiến (2 điểm) | Vòng thi phụ: Giám khảo quốc tế đã chuẩn bị bộ đề thi gồm 12 câu hỏi và số sao tương ứng với độ khó. Hai đội tự quyết định người tham gia thi. Trong 1 phút, hai tuyển thủ dốc hết lực trả lời đúng càng nhiều đề càng tốt. Người tích lũy số sao cao hơn sẽ thắng. | Trần Nhiễm Nhiễm và Tsuchiya Hiroaki tham gia thi đấu. Cả hai đều trả lời đúng 3 đề 12, 13 và 14 sao. Kết quả hòa vòng thi phụ. Giám khảo quốc tế quyết định hòa trận đấu này. |

Người chiến thắng cuối cùng: Hai đội hòa nhau với tỷ số 2-2.
Người được chọn vào vòng thi Não vương toàn cầu: Trần Nhiễm Nhiễm và Tsuchiya Hiroaki.

### Tập 12
Tập này được phát sóng lúc 21:10 vào ngày 25 tháng 3 năm 2016.
| Trận đấu | Trung Quốc                              | X-team                                          | Thử thách                          | Mô tả | Diễn biến và kết quả |
| -------- | --------------------------------------- | ----------------------------------------------- | ---------------------------------- | --- | --- |
| 1        | Lý Tuấn Thành                           | Thụy Điển Jonas Von Essen                       | Đại chiến pixel 2.0                | 100 bức tranh hoạt hình, mỗi bức được tạo ra bởi 600 điểm pixel, tổng cộng là 60000 điểm màu sắc. Cả hai tuyển thủ quan sát trong thời gian 1 tiếng đồng hồ, phải nhớ hết tất cả các điểm pixel trong 100 tấm ảnh ứng với số thứ tự của nó. Khách mời sẽ tùy ý chọn hình ra đề, đồng thời từ từ cho hiện ra từng ô pixel một. Trong quá trình cho hiện hình những ô pixel chằng chịt, cả hai tuyển thủ phải giành quyền trả lời và phải đọc ra số thứ tự tương ứng. Trả lời đúng cộng 1 điểm, trả lời sai bị trừ 1 điểm. Người nào giành được 5 điểm trước sẽ giành chiến thắng.                                                            | Jonas thắng 5-2 |
| 2        | Lưu Hội Phượng                          | Mông Cổ Tư Hách Mông Hách                       | Miểu Sát Số Tự Tháp                | Có 225 con số từ 1 đến 9 sẽ xuất hiện không theo bất kỳ thứ tự nào, mỗi số chỉ xuất hiện 1 lần trong 5 giây. Tuyển thủ phải nhớ sự phối hợp của các con số và tọa độ tương ứng. Giám khảo quốc tế sẽ chọn một vị trí tọa độ bất kỳ. Tuyển thủ phải nhanh chóng lấy cái lon tương ứng với con số trên tọa độ đó và đặt vào vị trí đích được chỉ định. Ưu tiên về đích trước, ưu tiên độ chính xác, người dùng ít thời gian hơn sẽ thắng. | Tư Hách Mông Hách thắng |
| 3        | Phan Tử Kỳ                              | Tây Ban Nha Martin Lopez Nores (Đội trưởng)     | Sudoku che mắt 2.0                 | Ô số sudoku lập thể 3D có 14 mặt, 9 hàng ngang lập thể, 12 hàng dọc lập thể, tất cả là 126 ô số. Các số và màu sắc tương ứng với nhau. Khách mời sẽ điền ba con số bất kỳ tương ứng với 3 màu sắc trên 3 vị trí tùy ý trên ván sudoku lập thể. Sau khi hai tuyển thủ quan sát xong, phải dùng số hoặc dùng màu chia ra để điền vào mà không được nhìn. Phải bảo đảm mỗi hàng ngang lập thể, mỗi hàng dọc lập thể và mỗi mặt 9 ô vuông, các số và màu sắc không được trùng nhau. Thời gian hoàn thành là 10 phút. Ưu tiên hoàn thành trước và ưu tiên độ chính xác, người dùng ít thời gian hơn sẽ chiến thắng.                              | Martin điền trùng số 6 ở mặt F ô F3 và mặt I ô I6 và I8 và quyết định nộp đáp án trước ở 3 phút 36 giây. Phan Tử Kỳ nộp trễ hơn nhưng chính xác và giành chiến thắng trận đấu này. |
| 4        | Giả Lập Bình Vương Ưng Hào (Đội trưởng) | Australia Feliks Zemdegs Peru Gianfranco Huanqi | Ma Phương Tiêu Thời Chiến (3 điểm) | Các khối rubik được xáo trộn và chia nhóm tùy ý bao gồm: Đề thi xoay tốc độ: Các loại rubik 2x2x2, 3x3x3, pyramid và skewb Đề thi xoay che mắt: 3 khối 3x3x3 (Làm sai dù 1 khối thì toàn bộ nhóm rubik che mắt đó sẽ bị hủy). Tuyển thủ có nhiệm vụ khôi phục toàn bộ rubik về hình dạng cũ. Trong vòng 60 phút tự do lựa chọn kiểu đề thi để phục hồi rubik. Mỗi đội khi hoàn thành đề thi xoay tốc độ sẽ làm cho thời gian của đội đối thủ mất đi 1 phút, hoàn thành một nhóm rubik của đề thi che mắt sẽ làm cho thời gian của đội đối thủ mất đi 6 phút cho đến khi thời gian của một trong hai đội bằng 0 thì đội đối phương sẽ thắng. | Feliks Zemdegs và Gianfranco Huanqi thắng |

Người chiến thắng cuối cùng: X-team thắng với tỷ số 5-1.
Người được chọn vào vòng thi Não vương toàn cầu: Gianfranco Huanqi

## Vòng 4
Vòng tranh cúp Siêu trí tuệ thế giới (Não vương toàn cầu)
Trần Nhiễm Nhiễm rút lui không tham gia. Nhà vô địch năm này thuộc về Trần Trí Cường và giành được quyền trực tiếp thi đấu Não vương tranh bá vào mùa sau.
| Chú giải | Thí sinh đoạt cúp Não vương toàn cầu | Thí sinh khiêu chiến thành công | Thí sinh khiêu chiến thất bại |

| Trận đấu | Tên thí sinh              | Thử thách                | Mô tả | Diễn biến | Điểm của giáo sư Ngụy | Điểm của giám khảo Michael S. Gazzaniga | Điểm của giám khảo Robert Desimone | Điểm của giám khảo Dora E. Angelaki | Tổng điểm |
| -------- | ------------------------- | ------------------------ | --- | --- | --------------------- | --------------------------------------- | ---------------------------------- | ----------------------------------- | --------- |
| 1        | Nhật Bản Tsuchiya Hiroaki | Cực Tốc Tâm Toán         | Tuyển thủ tự chọn thách đấu phép nhân hoặc phép chia. Chuyên gia tính nhẩm ra đề tại chỗ và quy định thời gian giới hạn. Thử thách 2 lần, trả lời chính xác trong thời gian giới hạn, thử thách thành công. | Tsuchiya chọn thử thách phép chia. Lần 1: Đề 11 chữ số chia 6 chữ số, thời gian giới hạn 4,66 giây. Trả lời chính xác trong 2,94 giây. Lần 2: Đề 18 chữ số chia 11 chữ số, thời gian giới hạn 15 giây. Tuy nhiên, giáo sư Ngụy muốn rút xuống còn 10 giây. Tuyển thủ đồng ý nhưng trả lời sai trong 9,12 giây. Lần 3: Giống như lần 2. Trả lời chính xác trong 7,47 giây. | 9                     | 10                                      | 10                                 | 9                                   | 38        |
| 2        | Trung Quốc Thân Nhất Phàm | Hạch Đào Kế Hoạch        | 500 trái óc chó chia đôi thành 1000 mảnh, đánh số hiệu và phân biệt hai mảnh cùng một quả bằng hai màu xanh và đỏ. Số màu đỏ đặt ở bức tường A, số màu xanh đặt ở bức tường B. Khách mời chọn 3 mảnh óc chó ở bức tường A, tuyển thủ quan sát những mảnh óc chó khách mời chọn ra tìm mảnh đối ứng ở tường B trong thời gian 30 phút. Kết hợp hai mảnh óc chó chính xác, khiêu chiến thành công.                                     | Thân Nhất Phàm chỉ đáp đúng 1 đề. Theo quy tắc, khiêu chiến thất bại thì không cho điểm. Tuy nhiên, giáo sư Michael quyết định cho điểm. | 8                     | 8                                       | 8                                  | 8                                   | 32        |
| 3        | Peru Gianfranco Huanqi    | Cực Hạn Ma Phương        | Thùng nước hình trụ tròn đường kính 1m, cao 2m. Khi tuyển thủ bước vào, chân bị cố định dưới đáy. Mỗi phút nước dâng lên 22,5 cm. Trong quá trình nước dâng lên, tuyển thủ quan sát 4 rubik 3x3x3 một lần và bịt mắt hoàn thành xoay rubik. Nếu trước khi hoàn thành mà thoát khỏi còng chân hoặc thở bên ngoài mặt nước thì thử thách thất bại. Hoàn thành xoay tất cả các rubik, thử thách thành công.                             | Hoàn thành thử thách trong 1 phút 20,18 giây | 10                    | 9                                       | 9                                  | 10                                  | 38        |
| 4        | Trung Quốc Trần Chí Cường | Một hạt cát một thế giới | 88 bức tranh cát các kiến trúc nổi tiếng thế giới. Giám khảo quốc tế chọn 3 bức tranh cát, đồng thời trong mỗi bức, cắt lấy một khoảng 5x5cm, 4x4cm, 3x3cm, chụp hình bảo lưu. Người khiêu chiến quan sát và ghi nhớ toàn bộ tranh cát trong 90 phút, sau đó các tranh cát sẽ bị phá hủy. Sau khi ghi nhớ xong, tùy chọn một trong 3 kích cỡ, thông qua ảnh của kích cỡ đó trả lời chính xác tranh cát của nó, thử thách thành công. | Trần Chí Cường chọn kích cỡ 3x3cm, trả lời ở 1 phút 11,84 giây và trả lời chính xác. Ngoài ra, Cường tự đề nghị thêm thử thách cỡ 1x1cm, trả lời chính xác ở 58,10 giây. | 9                     | 10                                      | 10                                 | 10                                  | 39        |

## Giám khảo
Giám khảo khoa học là Ngụy Khôn Lâm - PGS của khoa Tâm lý học tại Đại học Bắc Kinh, Tiến sĩ Điều khiển Động học tại Đại học Pennsylvania
Giám khảo khách mời:
- Đào Tinh Doanh
- Quách Kính Minh
- Trương Triệu Trung
- và các giám khảo:

| Tập | Tên giám khảo |
| --- | ------------- |
| 1   | Vương Thạch   |
| 5   | Trần Âu       |

Giám khảo quốc tế: Robert Desimone, Thomas Albright, Margaret Livingstone, Michael S. Gazzaniga, Dora E. Angelaki
- Robert Desimone có giải thưởng của Viện Hàn lâm Khoa học Quốc gia và là người chiến thắng Golden Brain Award, Giáo sư Khoa Trí tuệ và Nhận thức của Viện Công nghệ Massachusetts
- Thomas Albright, thành viên Viện nghiên cứu Salk Hoa Kỳ nghiên cứu Thần kinh học. Giám đốc trung tâm nghiên cứu thị giác. Viện sĩ Viện Hàn lâm Khoa học Quốc gia Hoa Kỳ
- Margaret Livingstone, viện sĩ Viện Hàn lâm Khoa học và Nghệ thuật Hoa Kỳ kiêm giáo sư khoa thần kinh sinh vật học của Học viện y dược học - Đại học Harvard
- Michael S. Gazzaniga, Giáo sư Tâm lý học tại Đại học California. Viện sĩ Viện Hàn lâm Khoa học và Nghệ thuật Hoa Kỳ, Viện Hàn lâm Khoa học Quốc gia Hoa Kỳ.
- Dora E. Angelaki, Giáo sư Khoa học thần kinh tại Trường kỹ thuật Tandon của Đại học New York. Trước đây bà đã từng giữ chức Giáo sư Khoa học Thần kinh học tại Đại học Y khoa Baylor. Viện sĩ Viện Hàn lâm Khoa học Quốc gia Hoa Kỳ.

## Khách mời danh tiếng
| Tập | Tên                    |
| --- | ---------------------- |
| 1   | SNH48                  |
| 2   | Lưu Cường Đông         |
| 3   | T-ara, Châu Kiệt Luân  |
| 4   | TFBoys, Nhậm Chí Cường |
| 5   | Trần Âu                |
| 7   | TFBoys                 |
| 8   | Mạnh Phi               |
| 9   | Nhậm Gia Huyên         |